# Inmunidad (medicina)
Inmunidad es un proceso fisiológico muy complejo de percepción de los cambios que tienen lugar dentro del organismo y de sus interacciones con otros organismos y sustancias externas encaminado a colaborar de forma primordial en su desarrollo embrionario, en el mantenimiento de su homeostasis, en el establecimiento de su identidad individual y en su integración en el ecosistema. Entre todas estas acciones, la más conocida ha sido y es la de la defensa frente a las infecciones, y será este el aspecto en que se centre este artículo. La inmunidad, entendida así como mecanismo de defensa, involucra tanto a componentes específicos como inespecíficos. Los componentes inespecíficos, más antiguos en la filogenia, actúan como barreras o como mecanismos innatos y fijos de detección y eliminación de los microorganismos patógenos para detener la infección antes de que puedan causar la enfermedad. Otros componentes más modernos en la evolución del sistema inmunitario se adaptan a cada nuevo microorganismo encontrado, se especializan en su detección y generan una memoria para posibles futuros contactos.

## Historia de las teorías de la inmunidad
La inmunidad ha intrigado a la humanidad durante miles de años. La visión prehistórica de las enfermedades era que estaban causadas por fuerzas sobrenaturales, y que la enfermedad era una forma de castigo teúrgico de los dioses o de los enemigos de uno por “malos actos” o “pensamientos malvados” que visitaban el alma. Entre el tiempo de Hipócrates y el siglo XIX, cuando se establecieron los cimientos del método científico, las enfermedades fueron atribuidas a una alteración o desequilibrio en uno de los cuatro humores (sangre, flema, bilis amarilla o bilis negra). También fue popular durante este tiempo la teoría miasmática, que sostenía que las enfermedades como el cólera o la Peste Negra eran causadas por un miasma, una forma nociva de "aire ahogado". Si alguien era expuesto al miasma, podía coger la enfermedad.
La palabra “inmunidad” deriva del adjetivo latin 'immunis', un término legal que significa exención de tareas (servicio militar, pago de impuestos u otros servicios públicos), una gracia que otorgaba el emperador. La primera descripción escrita del concepto de inmunidad como exención de enfermedad (no la palabra) la hizo el ateniense Tucídides que, en el 430 a. C., describió que cuando la peste afectó a Atenas “los enfermos y los moribundos estuvieron cuidados por la atención compasiva de esos que se habían recuperado, porque sabían el tratamiento de la enfermedad y estaban ellos mismo libres de aprensiones. Ninguno fue atacado jamás una segunda vez, o no con un resultado fatal”. El término “inmune” referido a la enfermedad apareció escrito por primera vez en el poema épico “Farsalia” escrito alrededor del 60 a. C. por el poeta cordobés de origen romano Marco Anneo Lucano para describir la resistencia de una tribu norteafricana al veneno de las serpientes.
La primera descripción clínica de la inmunidad que surgió de una enfermedad específica por un organismo causante es probablemente Kitab fi al-jadari wa-al-hasbah (Un tratado sobre la viruela y el sarampión) escrito por el médico islámico Al-Razi en el siglo IX. En el tratado, Al-Razi describe la presentación clínica de la viruela y el sarampión y pasa a indicar que esta exposición a estos agentes específicos otorga inmunidad duradera (aunque no usa este término). No obstante, fue con la Teoría germinal de las enfermedades de Louis Pasteur que la incipiente ciencia de la inmunología comenzó a explicar cómo las bacterias causaban las enfermedades, y cómo, después de la infección, el cuerpo humano aumentaba la capacidad de resistir más ofensas.

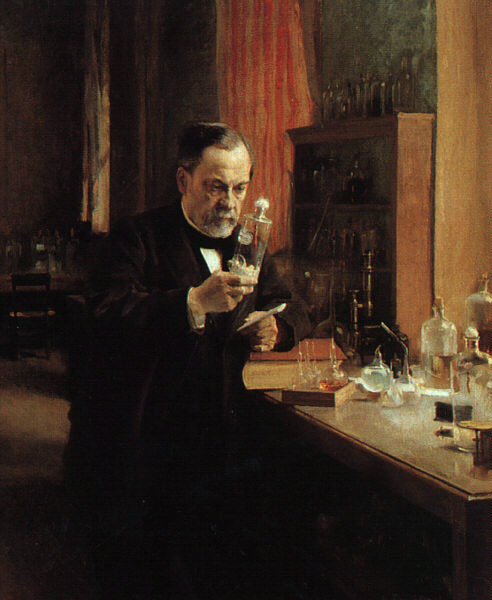
Louis Pasteur en su laboratorio, 1885.

El nacimiento de la inmunoterapia pasiva pudo haber comenzado con Mitrídates VI, que buscó acostumbrarse al veneno, y tomó dosis de veneno no letales diariamente para desarrollar tolerancia. También se dice que Mitrídates creó un 'antídoto universal' para protegerse de todos los venenos terrestres. Durante casi 2000 años, se creyó que los venenos eran la causa directa de las enfermedades, y una complicada mezcla de ingredientes, llamada Mitrídate, era usada para curar el envenenamiento durante el Renacimiento. Una versión actualizada de esta cura, Theriacum Andromachi, fue bastante usada en el siglo XIX.
En 1888 Émile Roux y Alexandre Yersin aislaron la toxina de la difteria, y después del descubrimiento de la inmunidad hacia la difteria y el tétanos basada en antitoxinas en 1890 por Behring y Kitasato, la antitoxina se convirtió en el primer gran éxito de la inmunología terapéutica moderna.
En Europa, la inducción de la inmunidad activa surgió en un intento de contener la viruela. La inmunización, sin embargo, había existido de varias formas durante al menos un milenio. El uso más antiguo de la inmunización es desconocido, no obstante, alrededor del 1000 d. C., los chinos comenzaron a practicar una forma de inmunización secando e inhalando polvos derivados de las costras de las lesiones de la viruela. Alrededor del siglo XV en India, el Imperio otomano, y África Oriental, la práctica de la variolación (meter en la piel material en polvo derivado de las costras de la viruela) se convirtió en bastante común. La variolación fue introducida a Occidente a principios del siglo XVIII por Lady Mary Wortley Montagu. En 1796, Edward Jenner introdujo el método mucho más seguro de la inoculación con el virus de la viruela vacuna, un virus no mortal que también inducía inmunidad a la viruela. El éxito y la aceptación general del procedimiento de Jenner conduciría más tarde la naturaleza general de vacunación desarrollada por Pasteur y otros hacia finales del siglo XIX.

## Tipos de inmunidad
Existen dos tipos de inmunidad: 
- Inmunidad innata. Es la primera defensa contra los agentes infecciosos exógenos y en la mayor parte de encuentros logra repelerlos o destruirlos, en particular si se trata de microorganismos patógenos.
- Inmunidad adquirida o adaptativa. Se desarrolla como respuesta contra el organismo patógeno, mediando la memoria inmunológica, un mecanismo que se desarrolla en el primer encuentro con el microbio y se crea memoria para luego ser capaz de reconocerlo y reaccionar rápidamente.

|            | Activa         | Pasiva       |
| ---------- | -------------- | ------------ |
| Natural    | sistema inmune | maternofetal |
| Artificial | vacuna         | suero        |

## Inmunidad innata
Los microorganismos o toxinas que consigan entrar en un organismo se encontrarán con las células y los mecanismos del sistema inmunitario innato. La respuesta innata suele desencadenarse cuando los microbios son identificados por receptores de reconocimiento de patrones, que reconocen componentes que están presentes en amplios grupos de microorganismos, o cuando las células dañadas, lesionadas o estresadas envían señales de alarma, muchas de las cuales (pero no todas) son reconocidas por los mismos receptores que reconocen los patógenos. Los gérmenes que logren penetrar en un organismo se encontrarán con las células y los mecanismos del sistema inmunitario innato. Es un mecanismo inespecífico o específico
.

## Inmunidad adaptativa
El sistema de inmunidad adquirida, adaptativa o específica a menudo se subdivide en dos grandes tipos dependiendo de cómo se introdujo la infección. Pueden subdividirse aún más, dependiendo del tiempo que dura la protección. 
La inmunidad pasiva es a corto plazo, y normalmente dura sólo unos meses, mientras que la protección vía inmunidad activa dura más tiempo, y es a veces de por vida. 
La inmunidad adquirida se caracteriza por las células involucradas; la inmunidad humoral es el aspecto de la inmunidad que es mediado por anticuerpos secretados, mientras que la protección proporcionada por la inmunidad celular involucra sólo linfocitos T. La inmunidad humoral es un aspecto de la inmunidad mediada por anticuerpos secretados.  La protección ofrecida se refiere únicamente a las células T.

#### Inmunidad pasiva
La inmunidad pasiva es la transferencia de inmunidad activa, en forma de anticuerpos, de un individuo a otro. La inmunidad pasiva puede ocurrir de manera natural, cuando los anticuerpos maternos son transferidos al feto a través de la placenta, y también puede provocarse artificialmente, cuando cantidades altas de anticuerpos humanos (o de origen animal) específicos frente a un microorganismo patógeno o toxina son transferidos a individuos que no son inmunes. La inmunización pasiva se usa cuando hay un alto riesgo de infección y tiempo insuficiente para que el cuerpo desarrolle su propia respuesta inmunitaria, o para reducir los síntomas de enfermedades crónicas o inmunodepresivas. La inmunidad pasiva proporciona protección inmediata, pero el cuerpo no desarrolla memoria, por tanto el paciente tiene el riesgo de ser infectado por el mismo microorganismo patógeno posteriormente.

##### Inmunidad pasiva adquirida de manera natural
La inmunidad pasiva materna es un tipo de inmunidad pasiva adquirida de manera natural, y se refiere a la inmunidad transmitida por medio de anticuerpos a un feto por su madre durante el embarazo. Los anticuerpos maternos se pasan a través de la placenta al feto por un receptor para el Fc neonata presente en las células de la placenta. Esto ocurre alrededor del tercer mes de gestación. La inmunoglobulina G es el único  isótopo de anticuerpo que pueden pasar a través de la placenta. La inmunidad pasiva también se proporciona a través de la transferencia de anticuerpos inmunoglobulina A que se encuentran en la leche materna que se transfieren al aparato digestivo del bebé, protegiéndole contra infecciones bacterianas, hasta que el recién nacido puede sintetizar sus propios anticuerpos.

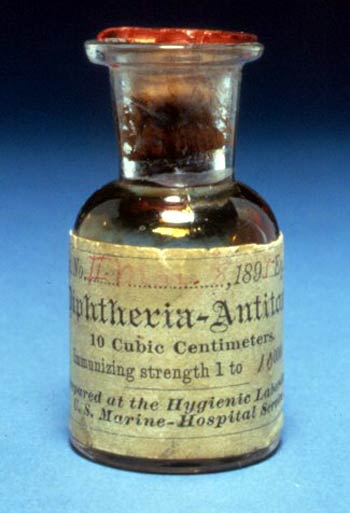
Uno de los primeros frascos de antitoxina para la difteria producidos (Fechado en 1895).

##### Inmunidad pasiva adquirida artificialmente
La inmunidad pasiva adquirida artificialmente es una inmunización a corto plazo inducida por la transferencia de anticuerpos, que se pueden administrar de varias formas; como plasma sanguíneo humano o animal, como inmunoglobulina humana de banco para uso intravenoso o intramuscular, y en forma de anticuerpos monoclonales. La transferencia pasiva se usa profilácticamente en el caso de enfermedades por inmunodeficiencia, como la hipogammaglobulinemia. También se usa en el tratamiento de varios tipos de infecciones agudas, y para tratar el envenenamiento. La inmunidad derivada de la inmunización pasiva dura sólo un corto período, y hay también un riesgo potencial a reacciones de hipersensibilidad, y a la enfermedad del suero, especialmente de gammaglobulina de origen no humano.
La inducción artificial de inmunidad pasiva se ha usado durante más de un siglo para tratar enfermedades infecciosas, y antes de la llegada de los antibióticos, era a menudo el único tratamiento específico para ciertas infecciones. El tratamiento con inmunoglobulinas continuó siendo de primera línea en el tratamiento de enfermedades respiratorias graves hasta los años treinta, incluso después de que se introdujeran los antibióticos sulfamidas.

##### Transferencia pasiva de inmunidad por medio de células
La transferencia pasiva o "transferencia adoptiva" de inmunidad por medio de células, se le otorga por la transferencia de linfocitos T activados o "sensibilizados" de un individuo a otro. Raras veces se usa en humanos porque requiere donantes histocompatibles, que son con frecuencia difíciles de encontrar. En donantes no compatibles este tipo de transferencia conlleva riesgos importantes de enfermedad del injerto contra el anfitrión. No obstante, ha sido usado para tratar ciertas enfermedades como algunos tipos de cáncer e inmunodeficiencia.

#### Inmunidad activa

El curso temporal de una respuesta inmunitaria. Debido a la formación de la memoria inmunitaria, la reinfección en momentos posteriores lleva a un rápido incremento en la producción de anticuerpos y de la actividad efectuar del linfocito T. Estas infecciones posteriores pueden ser suaves o incluso inaparentes.

Cuando los linfocitos B y los linfocitos T son activados por un microorganismo patógeno, dan lugar a linfocitos B y T memoria. A lo largo de la vida de un animal estos linfocitos memoria “recordarán” cada microorganismo específico encontrado, y serán capaces de montar una respuesta fuerte si se detecta de nuevo. Este tipo de inmunidad es tanto activa como adaptativa porque el sistema inmunitario del cuerpo se prepara a sí mismo para futuros desafíos. La inmunidad activa a menudo involucra tanto los aspectos por medio de células y los aspectos humorales de la inmunidad así como la entrada del sistema inmunitario innato. El sistema innato está presente desde el nacimiento y protege a un individuo de microorganismos patógenos sin importar las experiencias, mientras que la inmunidad adaptativa se presenta sólo después de una infección o vacunación y por lo tanto se "adquiere" durante la vida. 

##### Inmunidad activa adquirida de manera natural.
La inmunidad activa adquirida de manera natural ocurre cuando una persona está expuesta a un microorganismo patógeno vivo, y desarrolla una respuesta inmunitaria primaria, que lleva a una memoria inmunitaria. Este tipo de inmunidad es “natural” porque no está inducida por el humano. Muchos trastornos del funcionamiento del sistema inmunitario pueden afectar a la formación de la inmunidad activa como la inmunodeficiencia (tanto en la forma adquirida o congénita) y la inmunodepresión.

##### Inmunidad activa adquirida artificialmente
La inmunidad activa adquirida artificialmente puede ser inducida por una vacuna, una sustancia que contiene un antígeno. Una vacuna estimula una respuesta primaria contra el antígeno sin causar los síntomas de la enfermedad. El término vacunación fue acuñado por Edward Jenner y adaptado por Louis Pasteur para su trabajo pionero en vacunación. El método Pasteur usado suponía tratar los agentes infecciosos para aquellas enfermedades de manera que perdían la capacidad de causar enfermedades graves. Pasteur adoptó el nombre vacuna como un término genérico en honor del descubrimiento de Jenner, a partir del cual Pasteur trabajó.

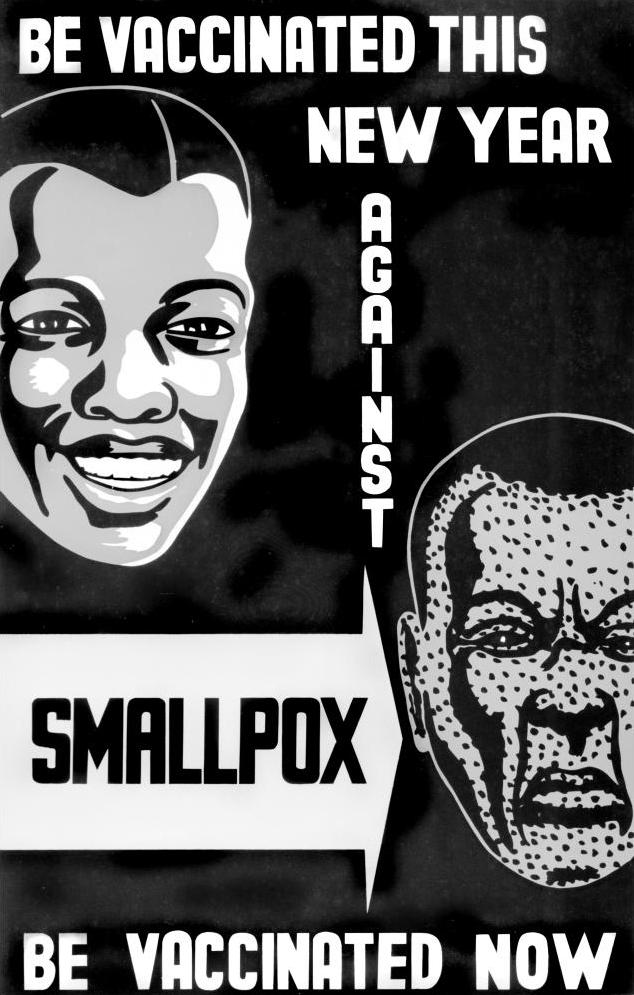
Póster de 1979, promoviendo la vacunación contra la viruela.

En 1807, los bávaros se convirtieron en el primer grupo en exigir que sus reclutas del ejército fueran vacunados contra la viruela, ya que la propagación de la viruela estaba vinculada al combate. Posteriormente la práctica de la vacunación aumentaría con la proliferación de la guerra.
Hay cuatro tipos de vacunas tradicionales:
1. Las vacunas con microorganismos inactivados están compuestas de microorganismos que han sido matados con sustancias químicas o calor y ya no son infecciosos. Son ejemplos las vacunas contra la gripe, el cólera, la peste y la hepatitis A. La mayoría de las vacunas de este tipo es probable que requieran vacunas de refuerzo.
2. Las vacunas con microorganismos vivos atenuados están compuestas de microorganismos cultivados en condiciones que inutilizan su capacidad de inducir enfermedades. Estas respuestas son más duraderas y generalmente no requieren vacunas de refuerzo. Los ejemplos incluyen las vacunas frente la fiebre amarilla, el sarampión, la rubéola y la parotiditis.
3. Los toxoides son compuestos tóxicos inactivados de microorganismos en casos donde estos (en vez de los microorganismos por sí mismos) causan la enfermedad, usados antes de un encuentro con el toxoide. Ejemplos de vacunas basadas en toxoides incluyen las producidas frente al tétanos y la difteria.
4. Las vacunas de subunidades están compuestas de pequeños fragmentos de microorganismos causantes de enfermedad. Un ejemplo característico es la vacuna con subunidades es la preparada contra el virus de la hepatitis B.

La mayoría de las vacunas se administran mediante inyección hipodérmica ya que no son absorbidas con fiabilidad a través del aparato digestivo. Las vacunas de microorganismos vivos atenuados contra la poliomielitis y algunas contra el tifus y el cólera se administran por vía oral para producir una inmunidad asentada en el intestino.
El término inmunidad puede referirse a:
En biología y medicina, al sistema inmunitario:
Inmunidad adaptativa, estado de resistencia natural o adquirida, que poseen ciertos individuos frente a determinados agentes patógenos.
Inmunidad celular.
Inmunidad humoral.
Inmunidad Innata.
Inmunidad (medicina).

## Terminología[11]
En el ámbito de la inmunidad es importante utilizar con precisión los adjetivos de que disponemos en español para caracterizar diferentes componentes o acciones del sistema inmunitario. Así "inmunitario" es lo perteneciente o relativo a la inmunidad o al sistema inmunitario; "inmunológico" es lo perteneciente o relativo a la inmunología; "inmune" es la cualidad de un individuo que le hace estar protegido frente a la acción patógena de microorganismos o sustancias extrañas; e "inmunizador" es aquello que confiere protección a un individuo. Por ello escribiremos, por ejemplo, "célula inmunitaria", "prueba inmunológica", "paciente inmune a una enfermedad" o "suero inmunizador".